# Atapirire (paroisse civile)
Pour les articles homonymes, voir Atapirire.
Atapirire est l'une des cinq divisions territoriales et statistiques dont l'une des quatre paroisses civiles de la municipalité de Francisco de Miranda dans l'État d'Anzoátegui au Venezuela. Sa capitale est Atapirire.

## Géographie

### Démographie
Hormis sa capitale Atapirire, la paroisse civile possède plusieurs localités dont :
- Atapirire
- El Corozo
- El Pica Pica